# Pere Folch i Pujadas
Pere Folch i Pujadas (1852-1921) va ser un polític català. Militant del Partit Liberal Conservador, va ser alcalde de Badalona entre 1895 i 1897, durant la restauració borbònica.
El 1885 va esdevenir vocal d'una junta patriòtica en defensa de la integritat de les possessions espanyoles al Pacífic davant les tenses relacions amb Alemanya, que les pretenia; dita junta va comptar amb l'oposició de l'alcalde conservador Josep Caritg i Arnó.
El seu mandat, entre 1895 i 1897, es considera un breu incís en la història política de Badalona de la restauració borbònica, en un moment en què el torn pacífic de partits ha deixat de ser pacífic a causa de les fortes personalitats dels representants dels partits liberal, Pere Renom i Riera, i conservador, Joaquim Palay i Jaurés. De fet, durant l'alcaldia de Folch, cap dels dos és present en el consistori.
Durant el mandat, s'envia una carta al governador civil de la província el 1896, dona suport a l'estat en el conflicte contra els Estats Units; aquest finalment duria a la guerra hispano-estatunidenca de 1898.